# Strade Bianche 2022
La Strade Bianche 2022, setzena edició de la Strade Bianche, es disputarà el dissabte 5 de març de 2022 sobre un recorregut de 184 km. La cursa forma part del calendari de l'UCI World Tour 2022 amb una categoria 1.UWT.
La victòria final fou per l'eslovè Tadej Pogačar (UAE Team Emirates), que protagonitzà un atac a manca de 50 quilòmetres al qual no va poder respondre cap dels seus rivals. L'acompanyaren al podi l'espanyol Alejandro Valverde (Movistar Team) i el danès Kasper Asgreen (Quick-Step Alpha Vinyl).

## Recorregut
El recorregut de 184 km d'aquesta edició no varia respecte a l'edició anterior. Parteix de la fortalesa Mèdici de Siena i arriba a la Piazza del Campo, en aquesta mateixa ciutat. El recorregut inclou onze sectors de pistes forestals, les strade bianche, per un total de 63 km. · 
Sectors de strade bianche
| Sector Núm. | Nom                   | Quilòmetres                     | Llargada (m) | Categoria |
| ----------- | --------------------- | ------------------------------- | ------------ | --------- |
| 1           | Vidritta              | entre el km 17,6 i el km 19,7   | 2.100        | 01        |
| 2           | Bagnaia               | entre el km 25,0 i el km 30,8   | 5.800        | 01        |
| 3           | Radi                  | entre el km 36,9 i el km 41,3   | 4.400        | 03        |
| 4           | La Piana              | entre el km 47,6 i el km 53,1   | 5.500        | 01        |
| 5           | Lucignano d'Asso      | entre el km 75,8 i el km 87,7   | 11.900       | 03        |
| 6           | Pieve a Salti         | entre el km 88,7 i el km 96,7   | 8.000        | 04        |
| 7           | San Martino in Grania | entre el km 111,3 i el km 120,8 | 9.500        | 03        |
| 8           | Monte Sante Marie     | entre el km 130 i el km 141,5   | 11.500       | 05        |
| 9           | Monteaperti           | entre el km 160 i el km 160,8   | 800          | 01        |
| 10          | Colle Pinzuto         | entre el km 164,6 i el km 167   | 2.400        | 04        |
| 11          | Le Tolfe              | entre el km 171 i el km 172,1   | 1.100        | 03        |

## Equips participants
En aquesta edició l'organització va convidar a 23 equips: els 18 equips UCI WorldTeams i cinc UCI ProTeams.
| WorldTeams (17)- Team DSM - Trek-Segafredo - Israel-Premier Tech - Bora-Hansgrohe - Quick-Step Alpha Vinyl - Bahrain Victorious - BikeExchange-Jayco - Intermarché-Wanty-Gobert Matériaux - UAE Team Emirates - Jumbo-Visma - Astana Qazaqstan Team - EF Education-EasyPost - AG2R Citroën Team - Groupama-FDJ - Ineos Grenadiers - Lotto-Soudal - Movistar Team ProTeams (5)- Alpecin-Fenix - Bardiani-CSF-Faizanè - Eolo-Kometa - Drone Hopper-Androni Giocattoli - Arkéa-Samsic |
| |

## Classificació final
| \| Classificació general \| Classificació general \| Classificació general \| Classificació general \| Classificació general \| \| Corredor \| Corredor \| Equip \| Temps \| \| \| --------------------- \| ----------------------------- \| ---------------------------------- \| --------------------- \| --------------------- \| \| 1r \| Tadej Pogačar \| UAE Team Emirates \| 4h 47' 49" \| \| \| 2n \| Alejandro Valverde Belmonte \| Movistar Team \| + 37" \| \| \| 3r \| Kasper Asgreen \| Quick-Step Alpha Vinyl \| + 46" \| \| \| 4t \| Attila Valter \| Groupama-FDJ \| + 1' 07" \| \| \| 5è \| Peio Bilbao López de Armentia \| Bahrain Victorious \| + 1' 09" \| \| \| 6è \| Jhonatan Narváez Prado \| Ineos Grenadiers \| + 1' 09" \| \| \| 7è \| Quinn Simmons \| Trek-Segafredo \| + 1' 21" \| \| \| 8è \| Tim Wellens \| Lotto-Soudal \| + 1' 25" \| \| \| 9è \| Simone Petilli \| Intermarché-Wanty-Gobert Matériaux \| + 1' 35" \| \| \| 10è \| Sergio Higuita García \| Bora-Hansgrohe \| + 1' 53" \| \| \| 11è \| Michael Valgren Andersen \| EF Education-EasyPost \| + 1' 56" \| \| \| 12è \| Floris De Tier \| Alpecin-Fenix \| + 1' 57" \| \| \| 13è \| Lorenzo Rota \| Intermarché-Wanty-Gobert Matériaux \| + 1' 57" \| \| \| 14è \| Sébastien Reichenbach \| Groupama-FDJ \| + 1' 57" \| \| \| 15è \| Ruben Guerreiro \| EF Education-EasyPost \| + 1' 57" \| \| \| 16è \| Toms Skujiņš \| Trek-Segafredo \| + 2' 00" \| \| \| 17è \| Andrea Vendrame \| AG2R Citroën Team \| + 2' 02" \| \| \| 18è \| Jai Hindley \| Bora-Hansgrohe \| + 2' 03" \| \| \| 19è \| Filippo Zana \| Bardiani CSF Faizanè \| + 2' 05" \| \| \| 20è \| Carlos Rodríguez Cano \| Ineos Grenadiers \| + 2' 07" \| \| |                               |                                    |            |
| |                               |                                    |            |
| Font: ProCyclingStats |                               |                                    |            |
| Classificació general |                               |                                    |            |
| Corredor | Corredor                      | Equip                              | Temps      |
| 1r | Tadej Pogačar                 | UAE Team Emirates                  | 4h 47' 49" |
| 2n | Alejandro Valverde Belmonte   | Movistar Team                      | + 37"      |
| 3r | Kasper Asgreen                | Quick-Step Alpha Vinyl             | + 46"      |
| 4t | Attila Valter                 | Groupama-FDJ                       | + 1' 07"   |
| 5è | Peio Bilbao López de Armentia | Bahrain Victorious                 | + 1' 09"   |
| 6è | Jhonatan Narváez Prado        | Ineos Grenadiers                   | + 1' 09"   |
| 7è | Quinn Simmons                 | Trek-Segafredo                     | + 1' 21"   |
| 8è | Tim Wellens                   | Lotto-Soudal                       | + 1' 25"   |
| 9è | Simone Petilli                | Intermarché-Wanty-Gobert Matériaux | + 1' 35"   |
| 10è | Sergio Higuita García         | Bora-Hansgrohe                     | + 1' 53"   |
| 11è | Michael Valgren Andersen      | EF Education-EasyPost              | + 1' 56"   |
| 12è | Floris De Tier                | Alpecin-Fenix                      | + 1' 57"   |
| 13è | Lorenzo Rota                  | Intermarché-Wanty-Gobert Matériaux | + 1' 57"   |
| 14è | Sébastien Reichenbach         | Groupama-FDJ                       | + 1' 57"   |
| 15è | Ruben Guerreiro               | EF Education-EasyPost              | + 1' 57"   |
| 16è | Toms Skujiņš                  | Trek-Segafredo                     | + 2' 00"   |
| 17è | Andrea Vendrame               | AG2R Citroën Team                  | + 2' 02"   |
| 18è | Jai Hindley                   | Bora-Hansgrohe                     | + 2' 03"   |
| 19è | Filippo Zana                  | Bardiani CSF Faizanè               | + 2' 05"   |
| 20è | Carlos Rodríguez Cano         | Ineos Grenadiers                   | + 2' 07"   |

## Llista de participants
| Quick-Step Alpha Vinyl QST | Quick-Step Alpha Vinyl QST      | Quick-Step Alpha Vinyl QST |
| -------------------------- | ------------------------------- | -------------------------- |
| Núm                        | Ciclista                        | Pos                        |
| 1                          | Julian Alaphilippe (FRA) (ruta) | 58è                        |
| 2                          | Kasper Asgreen (DEN)            | 3r                         |
| 3                          | Dries Devenyns (BEL)            | DNF                        |
| 4                          | Mikkel Frølich Honoré (DEN)     | 67è                        |
| 5                          | Mauro Schmid (SUI)              | DNF                        |
| 6                          | Pieter Serry (BEL)              | 40è                        |
| 7                          | Louis Vervaeke (BEL)            | DNF                        |

| AG2R Citroën Team ACT | AG2R Citroën Team ACT   | AG2R Citroën Team ACT |
| --------------------- | ----------------------- | --------------------- |
| Núm                   | Ciclista                | Pos                   |
| 11                    | Greg Van Avermaet (BEL) | 41è                   |
| 12                    | Clément Berthet (FRA)   | 76è                   |
| 13                    | Lilian Calmejane (FRA)  | 42è                   |
| 14                    | Benoît Cosnefroy (FRA)  | 29è                   |
| 15                    | Michael Schär (SUI)     | 66è                   |
| 16                    | Andrea Vendrame (ITA)   | 17è                   |
| 17                    | Clément Venturini (FRA) | DNF                   |

| Alpecin-Fenix AFC | Alpecin-Fenix AFC       | Alpecin-Fenix AFC |
| ----------------- | ----------------------- | ----------------- |
| Núm               | Ciclista                | Pos               |
| 21                | Floris De Tier (BEL)    | 12è               |
| 22                | Michael Gogl (AUT)      | DNF               |
| 23                | Xandro Meurisse (BEL)   | 22è               |
| 24                | Stefano Oldani (ITA)    | DNF               |
| 25                | Robert Stannard (AUS)   | 51è               |
| 26                | Scott Thwaites (GBR)    | 44è               |
| 27                | Gianni Vermeersch (BEL) | DNF               |

| Astana Qazaqstan Team AST | Astana Qazaqstan Team AST       | Astana Qazaqstan Team AST |
| ------------------------- | ------------------------------- | ------------------------- |
| Núm                       | Ciclista                        | Pos                       |
| 31                        | Gianni Moscon (ITA)             | DNF                       |
| 32                        | Leonardo Basso (ITA)            | DNF                       |
| 33                        | Manuele Boaro (ITA)             | DNF                       |
| 34                        | Michele Gazzoli (ITA)           | DNF                       |
| 35                        | Miguel Ángel López Moreno (COL) | DNF                       |
| 36                        | Davide Martinelli (ITA)         | DNF                       |
| 37                        | Simone Velasco (ITA)            | 21è                       |

| Bahrain Victorious TBV | Bahrain Victorious TBV              | Bahrain Victorious TBV |
| ---------------------- | ----------------------------------- | ---------------------- |
| Núm                    | Ciclista                            | Pos                    |
| 41                     | Matej Mohorič (SLO) (ruta)          | DNF                    |
| 42                     | Peio Bilbao López de Armentia (ESP) | 5è                     |
| 43                     | Heinrich Haussler (AUS)             | DNF                    |
| 44                     | Alejandro Osorio (COL)              | NP                     |
| 45                     | Hermann Pernsteiner (AUT)           | 46è                    |
| 46                     | Jan Tratnik (SLO)                   | 37è                    |
| 47                     | Edoardo Zambanini (ITA)             | 37è                    |

| Bardiani CSF Faizanè BCF | Bardiani CSF Faizanè BCF | Bardiani CSF Faizanè BCF |
| ------------------------ | ------------------------ | ------------------------ |
| Núm                      | Ciclista                 | Pos                      |
| 51                       | Giovanni Visconti (ITA)  | DNF                      |
| 52                       | Jonathan Cañaveral (COL) | DNF                      |
| 53                       | Filippo Fiorelli (ITA)   | DNF                      |
| 54                       | Davide Gabburo (ITA)     | 70è                      |
| 55                       | Alex Tolio (ITA)         | DNF                      |
| 56                       | Filippo Zana (ITA)       | 19è                      |
| 57                       | Samuele Zoccarato (ITA)  | 52è                      |

| Bora-Hansgrohe BOH | Bora-Hansgrohe BOH                 | Bora-Hansgrohe BOH |
| ------------------ | ---------------------------------- | ------------------ |
| Núm                | Ciclista                           | Pos                |
| 61                 | Cesare Benedetti (POL)             | DNF                |
| 62                 | Patrick Gamper (AUT)               | 69è                |
| 63                 | Sergio Higuita García (COL) (ruta) | 10è                |
| 64                 | Jai Hindley (AUS)                  | 18è                |
| 65                 | Patrick Konrad (AUT) (ruta)        | DNF                |
| 66                 | Ide Schelling (NED)                | 83è                |
| 67                 | Ben Zwiehoff (GER)                 | 43è                |

| Drone Hopper-Androni Giocattoli DRA | Drone Hopper-Androni Giocattoli DRA | Drone Hopper-Androni Giocattoli DRA |
| ----------------------------------- | ----------------------------------- | ----------------------------------- |
| Núm                                 | Ciclista                            | Pos                                 |
| 71                                  | Juan Diego Alba (COL)               | DNF                                 |
| 72                                  | Mattia Bais (ITA)                   | 62è                                 |
| 73                                  | Umberto Marengo (ITA)               | DNF                                 |
| 74                                  | Simone Ravanelli (ITA)              | NP                                  |
| 75                                  | Jhonatan Restrepo Valencia (COL)    | 65è                                 |
| 76                                  | Gabriele Benedetti (ITA)            | DNF                                 |
| 77                                  | Edoardo Zardini (ITA)               | DNF                                 |

| EF Education-EasyPost EFE | EF Education-EasyPost EFE      | EF Education-EasyPost EFE |
| ------------------------- | ------------------------------ | ------------------------- |
| Núm                       | Ciclista                       | Pos                       |
| 81                        | Michael Valgren Andersen (DEN) | 11è                       |
| 82                        | Jonathan Caicedo Cepeda (ECU)  | 55è                       |
| 83                        | Ruben Guerreiro (POR)          | 15è                       |
| 84                        | Ben Healy (IRL)                | DNF                       |
| 86                        | Thomas Scully (NZL)            | 78è                       |
| 87                        | Marijn van den Berg (NED)      | 87è                       |

| Eolo-Kometa EOK | Eolo-Kometa EOK         | Eolo-Kometa EOK |
| --------------- | ----------------------- | --------------- |
| Núm             | Ciclista                | Pos             |
| 91              | Vincenzo Albanese (ITA) | 25è             |
| 92              | Simone Bevilacqua (ITA) | DNF             |
| 93              | Márton Dina (HUN)       | DNF             |
| 94              | Erik Fetter (HUN)       | 47è             |
| 95              | Sergio García (ESP)     | FC              |
| 96              | Samuele Rivi (ITA)      | 86è             |
| 97              | Diego Sevilla (ESP)     | 64è             |

| Groupama-FDJ GFC | Groupama-FDJ GFC            | Groupama-FDJ GFC |
| ---------------- | --------------------------- | ---------------- |
| Núm              | Ciclista                    | Pos              |
| 101              | Thibaut Pinot (FRA)         | 49è              |
| 102              | Lewis Askey (GBR)           | 35è              |
| 103              | Antoine Duchesne (CAN)      | DNF              |
| 104              | Fabian Lienhard (SUI)       | 63è              |
| 105              | Tobias Ludvigsson (SWE)     | 60è              |
| 106              | Sébastien Reichenbach (SUI) | 14è              |
| 107              | Attila Valter (HUN)         | 4t               |

| Ineos Grenadiers IGD | Ineos Grenadiers IGD             | Ineos Grenadiers IGD |
| -------------------- | -------------------------------- | -------------------- |
| Núm                  | Ciclista                         | Pos                  |
| 111                  | Salvatore Puccio (ITA)           | DNF                  |
| 112                  | Richard Carapaz Montenegro (ECU) | 30è                  |
| 113                  | Jhonatan Narváez Prado (ECU)     | 6è                   |
| 114                  | Carlos Rodríguez Cano (ESP)      | 20è                  |
| 115                  | Ben Swift (GBR) (ruta)           | DNF                  |
| 117                  | Ben Turner (GBR)                 | 81è                  |

| Intermarché-Wanty-Gobert Matériaux IWG | Intermarché-Wanty-Gobert Matériaux IWG | Intermarché-Wanty-Gobert Matériaux IWG |
| -------------------------------------- | -------------------------------------- | -------------------------------------- |
| Núm                                    | Ciclista                               | Pos                                    |
| 121                                    | Quinten Hermans (BEL)                  | 54è                                    |
| 122                                    | Jan Bakelants (BEL)                    | DNF                                    |
| 123                                    | Théo Delacroix (FRA)                   | DNF                                    |
| 124                                    | Simone Petilli (ITA)                   | 9è                                     |
| 125                                    | Domenico Pozzovivo (ITA)               | DNF                                    |
| 126                                    | Lorenzo Rota (ITA)                     | 13è                                    |
| 127                                    | Taco van der Hoorn (NED)               | 80è                                    |

| Israel-Premier Tech IPT | Israel-Premier Tech IPT  | Israel-Premier Tech IPT |
| ----------------------- | ------------------------ | ----------------------- |
| Núm                     | Ciclista                 | Pos                     |
| 131                     | Jakob Fuglsang (DEN)     | 36è                     |
| 132                     | Matthias Brändle (AUT)   | DNF                     |
| 133                     | Alexander Cataford (CAN) | 77è                     |
| 134                     | Simon Clarke (AUS)       | 26è                     |
| 135                     | Taj Jones (AUS)          | DNF                     |
| 136                     | Krists Neilands (LAT)    | 57è                     |
| 137                     | Guy Sagiv (ISR)          | DNF                     |

| Jumbo-Visma TJV | Jumbo-Visma TJV          | Jumbo-Visma TJV |
| --------------- | ------------------------ | --------------- |
| Núm             | Ciclista                 | Pos             |
| 141             | Tiesj Benoot (BEL)       | DNF             |
| 142             | Koen Bouwman (NED)       | 45è             |
| 144             | Robert Gesink (NED)      | 68è             |
| 145             | Sepp Kuss (USA)          | 31è             |
| 146             | Timo Roosen (NED) (ruta) | 72è             |
| 147             | Milan Vader (NED)        | 50è             |

| Lotto-Soudal LTS | Lotto-Soudal LTS         | Lotto-Soudal LTS |
| ---------------- | ------------------------ | ---------------- |
| Núm              | Ciclista                 | Pos              |
| 151              | Tim Wellens (BEL)        | 8è               |
| 152              | Victor Campenaerts (BEL) | DNF              |
| 153              | Roger Kluge (GER)        | 59è              |
| 154              | Andreas Kron (DEN)       | 24è              |
| 155              | Harry Sweeny (AUS)       | FC               |
| 156              | Maxim Van Gils (BEL)     | 53è              |
| 157              | Brent Van Moer (BEL)     | DNF              |

| Movistar Team MOV | Movistar Team MOV                 | Movistar Team MOV |
| ----------------- | --------------------------------- | ----------------- |
| Núm               | Ciclista                          | Pos               |
| 161               | Alejandro Valverde Belmonte (ESP) | 2n                |
| 162               | Jorge Arcas (ESP)                 | DNF               |
| 163               | Mathias Norsgaard Jørgensen (DEN) | 75è               |
| 164               | Lluís Mas Bonet (ESP)             | DNF               |
| 165               | Nélson Oliveira (POR)             | 33è               |
| 166               | Einer Rubio (COL)                 | DNF               |
| 167               | Gonzalo Serrano Rodríguez (ESP)   | 48è               |

| Arkéa-Samsic ARK | Arkéa-Samsic ARK          | Arkéa-Samsic ARK |
| ---------------- | ------------------------- | ---------------- |
| Núm              | Ciclista                  | Pos              |
| 171              | Warren Barguil (FRA)      | 27è              |
| 172              | Anthony Delaplace (FRA)   | 34è              |
| 173              | Miguel Flórez López (COL) | 85è              |
| 174              | Élie Gesbert (FRA)        | DNF              |
| 175              | Romain Hardy (FRA)        | FC               |
| 176              | Alan Riou (FRA)           | 82è              |
| 177              | Clément Russo (FRA)       | 73è              |

| BikeExchange-Jayco BEX | BikeExchange-Jayco BEX   | BikeExchange-Jayco BEX |
| ---------------------- | ------------------------ | ---------------------- |
| Núm                    | Ciclista                 | Pos                    |
| 181                    | Michael Matthews (AUS)   | DNF                    |
| 182                    | Sam Bewley (NZL)         | DNF                    |
| 183                    | Kevin Colleoni (ITA)     | 74è                    |
| 184                    | Tsgabu Grmay (ETH)       | DNF                    |
| 185                    | Alexander Konychev (ITA) | DNF                    |
| 187                    | Matteo Sobrero (ITA)     | DNF                    |

| Team DSM DSM | Team DSM DSM            | Team DSM DSM |
| ------------ | ----------------------- | ------------ |
| Núm          | Ciclista                | Pos          |
| 191          | Nikias Arndt (GER)      | DNF          |
| 192          | Marco Brenner (GER)     | DNF          |
| 193          | Romain Combaud (FRA)    | 61è          |
| 194          | Chris Hamilton (AUS)    | DNF          |
| 195          | Leon Heinschke (GER)    | DNF          |
| 196          | Joris Nieuwenhuis (NED) | 39è          |

| Trek-Segafredo TFS | Trek-Segafredo TFS        | Trek-Segafredo TFS |
| ------------------ | ------------------------- | ------------------ |
| Núm                | Ciclista                  | Pos                |
| 201                | Gianluca Brambilla (ITA)  | DNF                |
| 202                | Dario Cataldo (ITA)       | 56è                |
| 203                | Alexander Kamp (DEN)      | 38è                |
| 204                | Antonio Tiberi (ITA)      | 71è                |
| 205                | Quinn Simmons (USA)       | 7è                 |
| 206                | Toms Skujiņš (LAT) (ruta) | 16è                |
| 207                | Edward Theuns (BEL)       | 84è                |

| UAE Team Emirates UAD | UAE Team Emirates UAD                 | UAE Team Emirates UAD |
| --------------------- | ------------------------------------- | --------------------- |
| Núm                   | Ciclista                              | Pos                   |
| 211                   | Tadej Pogačar (SLO)                   | 1r                    |
| 212                   | Mikkel Bjerg (DEN)                    | DNF                   |
| 213                   | Alessandro Covi (ITA)                 | 28è                   |
| 214                   | Maximiliano Richeze Araquistain (ARG) | DNF                   |
| 215                   | Vegard Stake Laengen (NOR)            | DNF                   |
| 216                   | Marc Soler i Giménez (ESP)            | 79è                   |
| 217                   | Diego Ulissi (ITA)                    | 23è                   |

| Quick-Step Alpha Vinyl QST | Quick-Step Alpha Vinyl QST      | Quick-Step Alpha Vinyl QST |
| -------------------------- | ------------------------------- | -------------------------- |
| Núm                        | Ciclista                        | Pos                        |
| 1                          | Julian Alaphilippe (FRA) (ruta) | 58è                        |
| 2                          | Kasper Asgreen (DEN)            | 3r                         |
| 3                          | Dries Devenyns (BEL)            | DNF                        |
| 4                          | Mikkel Frølich Honoré (DEN)     | 67è                        |
| 5                          | Mauro Schmid (SUI)              | DNF                        |
| 6                          | Pieter Serry (BEL)              | 40è                        |
| 7                          | Louis Vervaeke (BEL)            | DNF                        |

| AG2R Citroën Team ACT | AG2R Citroën Team ACT   | AG2R Citroën Team ACT |
| --------------------- | ----------------------- | --------------------- |
| Núm                   | Ciclista                | Pos                   |
| 11                    | Greg Van Avermaet (BEL) | 41è                   |
| 12                    | Clément Berthet (FRA)   | 76è                   |
| 13                    | Lilian Calmejane (FRA)  | 42è                   |
| 14                    | Benoît Cosnefroy (FRA)  | 29è                   |
| 15                    | Michael Schär (SUI)     | 66è                   |
| 16                    | Andrea Vendrame (ITA)   | 17è                   |
| 17                    | Clément Venturini (FRA) | DNF                   |

| Alpecin-Fenix AFC | Alpecin-Fenix AFC       | Alpecin-Fenix AFC |
| ----------------- | ----------------------- | ----------------- |
| Núm               | Ciclista                | Pos               |
| 21                | Floris De Tier (BEL)    | 12è               |
| 22                | Michael Gogl (AUT)      | DNF               |
| 23                | Xandro Meurisse (BEL)   | 22è               |
| 24                | Stefano Oldani (ITA)    | DNF               |
| 25                | Robert Stannard (AUS)   | 51è               |
| 26                | Scott Thwaites (GBR)    | 44è               |
| 27                | Gianni Vermeersch (BEL) | DNF               |

| Astana Qazaqstan Team AST | Astana Qazaqstan Team AST       | Astana Qazaqstan Team AST |
| ------------------------- | ------------------------------- | ------------------------- |
| Núm                       | Ciclista                        | Pos                       |
| 31                        | Gianni Moscon (ITA)             | DNF                       |
| 32                        | Leonardo Basso (ITA)            | DNF                       |
| 33                        | Manuele Boaro (ITA)             | DNF                       |
| 34                        | Michele Gazzoli (ITA)           | DNF                       |
| 35                        | Miguel Ángel López Moreno (COL) | DNF                       |
| 36                        | Davide Martinelli (ITA)         | DNF                       |
| 37                        | Simone Velasco (ITA)            | 21è                       |

| Bahrain Victorious TBV | Bahrain Victorious TBV              | Bahrain Victorious TBV |
| ---------------------- | ----------------------------------- | ---------------------- |
| Núm                    | Ciclista                            | Pos                    |
| 41                     | Matej Mohorič (SLO) (ruta)          | DNF                    |
| 42                     | Peio Bilbao López de Armentia (ESP) | 5è                     |
| 43                     | Heinrich Haussler (AUS)             | DNF                    |
| 44                     | Alejandro Osorio (COL)              | NP                     |
| 45                     | Hermann Pernsteiner (AUT)           | 46è                    |
| 46                     | Jan Tratnik (SLO)                   | 37è                    |
| 47                     | Edoardo Zambanini (ITA)             | 37è                    |

| Bardiani CSF Faizanè BCF | Bardiani CSF Faizanè BCF | Bardiani CSF Faizanè BCF |
| ------------------------ | ------------------------ | ------------------------ |
| Núm                      | Ciclista                 | Pos                      |
| 51                       | Giovanni Visconti (ITA)  | DNF                      |
| 52                       | Jonathan Cañaveral (COL) | DNF                      |
| 53                       | Filippo Fiorelli (ITA)   | DNF                      |
| 54                       | Davide Gabburo (ITA)     | 70è                      |
| 55                       | Alex Tolio (ITA)         | DNF                      |
| 56                       | Filippo Zana (ITA)       | 19è                      |
| 57                       | Samuele Zoccarato (ITA)  | 52è                      |

| Bora-Hansgrohe BOH | Bora-Hansgrohe BOH                 | Bora-Hansgrohe BOH |
| ------------------ | ---------------------------------- | ------------------ |
| Núm                | Ciclista                           | Pos                |
| 61                 | Cesare Benedetti (POL)             | DNF                |
| 62                 | Patrick Gamper (AUT)               | 69è                |
| 63                 | Sergio Higuita García (COL) (ruta) | 10è                |
| 64                 | Jai Hindley (AUS)                  | 18è                |
| 65                 | Patrick Konrad (AUT) (ruta)        | DNF                |
| 66                 | Ide Schelling (NED)                | 83è                |
| 67                 | Ben Zwiehoff (GER)                 | 43è                |

| Drone Hopper-Androni Giocattoli DRA | Drone Hopper-Androni Giocattoli DRA | Drone Hopper-Androni Giocattoli DRA |
| ----------------------------------- | ----------------------------------- | ----------------------------------- |
| Núm                                 | Ciclista                            | Pos                                 |
| 71                                  | Juan Diego Alba (COL)               | DNF                                 |
| 72                                  | Mattia Bais (ITA)                   | 62è                                 |
| 73                                  | Umberto Marengo (ITA)               | DNF                                 |
| 74                                  | Simone Ravanelli (ITA)              | NP                                  |
| 75                                  | Jhonatan Restrepo Valencia (COL)    | 65è                                 |
| 76                                  | Gabriele Benedetti (ITA)            | DNF                                 |
| 77                                  | Edoardo Zardini (ITA)               | DNF                                 |

| EF Education-EasyPost EFE | EF Education-EasyPost EFE      | EF Education-EasyPost EFE |
| ------------------------- | ------------------------------ | ------------------------- |
| Núm                       | Ciclista                       | Pos                       |
| 81                        | Michael Valgren Andersen (DEN) | 11è                       |
| 82                        | Jonathan Caicedo Cepeda (ECU)  | 55è                       |
| 83                        | Ruben Guerreiro (POR)          | 15è                       |
| 84                        | Ben Healy (IRL)                | DNF                       |
| 86                        | Thomas Scully (NZL)            | 78è                       |
| 87                        | Marijn van den Berg (NED)      | 87è                       |

| Eolo-Kometa EOK | Eolo-Kometa EOK         | Eolo-Kometa EOK |
| --------------- | ----------------------- | --------------- |
| Núm             | Ciclista                | Pos             |
| 91              | Vincenzo Albanese (ITA) | 25è             |
| 92              | Simone Bevilacqua (ITA) | DNF             |
| 93              | Márton Dina (HUN)       | DNF             |
| 94              | Erik Fetter (HUN)       | 47è             |
| 95              | Sergio García (ESP)     | FC              |
| 96              | Samuele Rivi (ITA)      | 86è             |
| 97              | Diego Sevilla (ESP)     | 64è             |

| Groupama-FDJ GFC | Groupama-FDJ GFC            | Groupama-FDJ GFC |
| ---------------- | --------------------------- | ---------------- |
| Núm              | Ciclista                    | Pos              |
| 101              | Thibaut Pinot (FRA)         | 49è              |
| 102              | Lewis Askey (GBR)           | 35è              |
| 103              | Antoine Duchesne (CAN)      | DNF              |
| 104              | Fabian Lienhard (SUI)       | 63è              |
| 105              | Tobias Ludvigsson (SWE)     | 60è              |
| 106              | Sébastien Reichenbach (SUI) | 14è              |
| 107              | Attila Valter (HUN)         | 4t               |

| Ineos Grenadiers IGD | Ineos Grenadiers IGD             | Ineos Grenadiers IGD |
| -------------------- | -------------------------------- | -------------------- |
| Núm                  | Ciclista                         | Pos                  |
| 111                  | Salvatore Puccio (ITA)           | DNF                  |
| 112                  | Richard Carapaz Montenegro (ECU) | 30è                  |
| 113                  | Jhonatan Narváez Prado (ECU)     | 6è                   |
| 114                  | Carlos Rodríguez Cano (ESP)      | 20è                  |
| 115                  | Ben Swift (GBR) (ruta)           | DNF                  |
| 117                  | Ben Turner (GBR)                 | 81è                  |

| Intermarché-Wanty-Gobert Matériaux IWG | Intermarché-Wanty-Gobert Matériaux IWG | Intermarché-Wanty-Gobert Matériaux IWG |
| -------------------------------------- | -------------------------------------- | -------------------------------------- |
| Núm                                    | Ciclista                               | Pos                                    |
| 121                                    | Quinten Hermans (BEL)                  | 54è                                    |
| 122                                    | Jan Bakelants (BEL)                    | DNF                                    |
| 123                                    | Théo Delacroix (FRA)                   | DNF                                    |
| 124                                    | Simone Petilli (ITA)                   | 9è                                     |
| 125                                    | Domenico Pozzovivo (ITA)               | DNF                                    |
| 126                                    | Lorenzo Rota (ITA)                     | 13è                                    |
| 127                                    | Taco van der Hoorn (NED)               | 80è                                    |

| Israel-Premier Tech IPT | Israel-Premier Tech IPT  | Israel-Premier Tech IPT |
| ----------------------- | ------------------------ | ----------------------- |
| Núm                     | Ciclista                 | Pos                     |
| 131                     | Jakob Fuglsang (DEN)     | 36è                     |
| 132                     | Matthias Brändle (AUT)   | DNF                     |
| 133                     | Alexander Cataford (CAN) | 77è                     |
| 134                     | Simon Clarke (AUS)       | 26è                     |
| 135                     | Taj Jones (AUS)          | DNF                     |
| 136                     | Krists Neilands (LAT)    | 57è                     |
| 137                     | Guy Sagiv (ISR)          | DNF                     |

| Jumbo-Visma TJV | Jumbo-Visma TJV          | Jumbo-Visma TJV |
| --------------- | ------------------------ | --------------- |
| Núm             | Ciclista                 | Pos             |
| 141             | Tiesj Benoot (BEL)       | DNF             |
| 142             | Koen Bouwman (NED)       | 45è             |
| 144             | Robert Gesink (NED)      | 68è             |
| 145             | Sepp Kuss (USA)          | 31è             |
| 146             | Timo Roosen (NED) (ruta) | 72è             |
| 147             | Milan Vader (NED)        | 50è             |

| Lotto-Soudal LTS | Lotto-Soudal LTS         | Lotto-Soudal LTS |
| ---------------- | ------------------------ | ---------------- |
| Núm              | Ciclista                 | Pos              |
| 151              | Tim Wellens (BEL)        | 8è               |
| 152              | Victor Campenaerts (BEL) | DNF              |
| 153              | Roger Kluge (GER)        | 59è              |
| 154              | Andreas Kron (DEN)       | 24è              |
| 155              | Harry Sweeny (AUS)       | FC               |
| 156              | Maxim Van Gils (BEL)     | 53è              |
| 157              | Brent Van Moer (BEL)     | DNF              |

| Movistar Team MOV | Movistar Team MOV                 | Movistar Team MOV |
| ----------------- | --------------------------------- | ----------------- |
| Núm               | Ciclista                          | Pos               |
| 161               | Alejandro Valverde Belmonte (ESP) | 2n                |
| 162               | Jorge Arcas (ESP)                 | DNF               |
| 163               | Mathias Norsgaard Jørgensen (DEN) | 75è               |
| 164               | Lluís Mas Bonet (ESP)             | DNF               |
| 165               | Nélson Oliveira (POR)             | 33è               |
| 166               | Einer Rubio (COL)                 | DNF               |
| 167               | Gonzalo Serrano Rodríguez (ESP)   | 48è               |

| Arkéa-Samsic ARK | Arkéa-Samsic ARK          | Arkéa-Samsic ARK |
| ---------------- | ------------------------- | ---------------- |
| Núm              | Ciclista                  | Pos              |
| 171              | Warren Barguil (FRA)      | 27è              |
| 172              | Anthony Delaplace (FRA)   | 34è              |
| 173              | Miguel Flórez López (COL) | 85è              |
| 174              | Élie Gesbert (FRA)        | DNF              |
| 175              | Romain Hardy (FRA)        | FC               |
| 176              | Alan Riou (FRA)           | 82è              |
| 177              | Clément Russo (FRA)       | 73è              |

| BikeExchange-Jayco BEX | BikeExchange-Jayco BEX   | BikeExchange-Jayco BEX |
| ---------------------- | ------------------------ | ---------------------- |
| Núm                    | Ciclista                 | Pos                    |
| 181                    | Michael Matthews (AUS)   | DNF                    |
| 182                    | Sam Bewley (NZL)         | DNF                    |
| 183                    | Kevin Colleoni (ITA)     | 74è                    |
| 184                    | Tsgabu Grmay (ETH)       | DNF                    |
| 185                    | Alexander Konychev (ITA) | DNF                    |
| 187                    | Matteo Sobrero (ITA)     | DNF                    |

| Team DSM DSM | Team DSM DSM            | Team DSM DSM |
| ------------ | ----------------------- | ------------ |
| Núm          | Ciclista                | Pos          |
| 191          | Nikias Arndt (GER)      | DNF          |
| 192          | Marco Brenner (GER)     | DNF          |
| 193          | Romain Combaud (FRA)    | 61è          |
| 194          | Chris Hamilton (AUS)    | DNF          |
| 195          | Leon Heinschke (GER)    | DNF          |
| 196          | Joris Nieuwenhuis (NED) | 39è          |

| Trek-Segafredo TFS | Trek-Segafredo TFS        | Trek-Segafredo TFS |
| ------------------ | ------------------------- | ------------------ |
| Núm                | Ciclista                  | Pos                |
| 201                | Gianluca Brambilla (ITA)  | DNF                |
| 202                | Dario Cataldo (ITA)       | 56è                |
| 203                | Alexander Kamp (DEN)      | 38è                |
| 204                | Antonio Tiberi (ITA)      | 71è                |
| 205                | Quinn Simmons (USA)       | 7è                 |
| 206                | Toms Skujiņš (LAT) (ruta) | 16è                |
| 207                | Edward Theuns (BEL)       | 84è                |

| UAE Team Emirates UAD | UAE Team Emirates UAD                 | UAE Team Emirates UAD |
| --------------------- | ------------------------------------- | --------------------- |
| Núm                   | Ciclista                              | Pos                   |
| 211                   | Tadej Pogačar (SLO)                   | 1r                    |
| 212                   | Mikkel Bjerg (DEN)                    | DNF                   |
| 213                   | Alessandro Covi (ITA)                 | 28è                   |
| 214                   | Maximiliano Richeze Araquistain (ARG) | DNF                   |
| 215                   | Vegard Stake Laengen (NOR)            | DNF                   |
| 216                   | Marc Soler i Giménez (ESP)            | 79è                   |
| 217                   | Diego Ulissi (ITA)                    | 23è                   |